# كريستيان مانيا
كريستيان مانيا (بالرومانية: Cristian Manea) (9 أغسطس 1997 بأجيجيا في رومانيا - ) هو لاعب كرة قدم روماني في مركز الظهير. شارك مع منتخب رومانيا تحت 17 سنة لكرة القدم ومنتخب رومانيا تحت 19 سنة لكرة القدم ومنتخب رومانيا تحت 21 سنة لكرة القدم ومنتخب رومانيا لكرة القدم. أما مع النوادي، فقد لعب مع أبولون ليماسول وسي إف آر كلوج وموسكرون بيروفيلز ونادي فيتورول كونستانتا.

## وصلات خارجية
- كريستيان مانيا على موقع الاتحاد الأوربي (الإنجليزية)
- كريستيان مانيا على موقع قاعدة بيانات كرة القدم.إي يو (الإنجليزية)
- كريستيان مانيا على موقع ناشيونال فوتبول تيمز (الإنجليزية)
- كريستيان مانيا على موقع Soccerbase.com (لاعب) (الإنجليزية)
- كريستيان مانيا على موقع Soccerway.com (الإنجليزية)
- كريستيان مانيا على موقع عالم كرة القدم.نت (الإنجليزية)